# Ківерці (станція)
Кі́верці — дільнична вузлова залізнична станція Рівненської дирекції Львівської залізниці на перетині двох ліній Здолбунів — Ковель та Ківерці — Підзамче між станціями Олика (21 км) та Рожище (18 км). Розташована у середмісті міста Ківерці Луцького району Волинської області.

## Історія
Станція відкрита 1873 року під такою ж назвою при будівництві залізниці Здолбунів — Ковель. Спершу була проміжною, після відкриття у 1890 році залізниці до Луцька перетворилася на вузлову. Роботи щодо створення нового залізничного сполучення розпочалися 1 серпня. До Луцька залізничну гілку проклали до 19 серпня. Вже на наступний день пустили перший ешелон. Офіційною датою відкриття вважається 10 вересня.  
Електрифіковано у складі дільниці Рівне — Ковель у 2001 році. Лінія від станції Ківерці до Луцька електрифікована у 2003 році.

## Пасажирське сполучення
На станції зупиняються поїзди далекого та приміського сполучення.
Приміське сполучення здійснюється до станцій Ковель, Луцьк, Рівне, Здолбунів, Стоянів, Сапіжанка.
З січня 2019 року призначений за приміським тарифом прискорений поїзд Ківерці — Львів (зупинки на станціях  Луцьк, Радехів, Кам'янка-Бузька, Сапіжанка, Підзамче). Квитки на поїзд продаються у приміських касах.
З 29 травня 2021 року призначений регіональний поїзд «Прикарпатський експрес», який вирушив у перший рейс за маршрутом Ківерці — Івано-Франківськ, що сполучає Волинь, Галичину та Прикарпаття.
З 4 червня 2021 року забезпечено можливість пересадки на регіональний експрес «Георгій Кірпа» сполученням Львів — Ужгород  на станції Стрий. Також додано зупинки на станціях Рожнятів, Болехів та Кам'янка-Бузька.
За десять днів від запуску поїзда було продано понад тисячу квитків.
З 18 серпня 2021 року маршрут регіонального поїзда «Прикарпатський експрес» «Укрзалізниця» подовжила до станції Коломия.
Поїзди далекого сполучення прямують у львівському напрямку (через Луцьк, Стоянів), Ковельському, Київському (через Шепетівку, Звягель I, Коростень, Малин), Козятинському (через Шепетівку, Бердичів, далі до Дніпра, Запоріжжя, Новоолексіївки, Одеси).
З 12 грудня 2016 року курсували через день вагони безпересадкового сполучення  Ковель — Луцьк — Харків-Пасажирський через станції Рівне, Козятин I, Знам'янка-Пасажирська, Кременчук, Полтава. З 10 грудня 2017 року, замість групи безпересадкових вагонів, призначений поїзд Харків — Ковель, що курсував через день (скасований з 18 березня 2020 року).
З 24 серпня 2017 року призначений поїзд міжнародного сполучення № 751/752 Здолбунів — Холм (нині — скасований).